# 1974 في المكسيك
فيما يلي قوائم الأحداث التي وقعت خلال عام 1974 م في المكسيك.

## رياضة
- 1 يناير – بطولة العالم لكرة الطائرة للسيدات 1974

## برامج ومسلسلات وأنمي
- إل شافو ديل أوتشو

## مواليد

### يناير
- 17 يناير – ماركو أنطونيو باريرا ملاكم مكسيكي.
- 26 يناير – إدواردو رودريغز ممثل مكسيكي.

### فبراير
- 4 فبراير – رودولفو فيغا لاعب كرة قدم مكسيكي.
- 9 فبراير – أليخاندرو أفيلا ممثل مكسيكي.
- 16 فبراير – جبريل غارسيا لاعب كرة قدم مكسيكي.
- 16 فبراير – نيكولاس راميريز لاعب كرة قدم مكسيكي.

### مارس
- 8 مارس – بيليم غيريرو درّاجة طريق مكسيكية.
- 14 مارس – غريس بارك

### أبريل
- 1 أبريل – ألبرتو رودريغيز لاعب كرة قدم مكسيكي.
- 10 أبريل – فيكتور بورجوس ملاكم مكسيكي.
- 16 أبريل – فابيان روبلس

### مايو
- 3 مايو – كروز كارباخال ملاكم مكسيكي.
- 21 مايو – إدواردو فاريسجا ممثل مكسيكي.

### أغسطس
- 14 أغسطس – رافييل غارسيا لاعب كرة قدم مكسيكي.
- 17 أغسطس – جويل سانشيز لاعب كرة قدم مكسيكي.

### سبتمبر
- 2 سبتمبر – جوتي إسباداس جونيور ملاكم مكسيكي.
- 8 سبتمبر – براوليو لونا لاعب كرة قدم مكسيكي.
- 16 سبتمبر – إدغار كارديناس ملاكم مكسيكي.
- 29 سبتمبر – إزرائيل لوبيز لاعب كرة قدم مكسيكي.

### أكتوبر
- 12 أكتوبر – مانويل غارنيكا ملاكم مكسيكي.
- 16 أكتوبر – جيسيكا سالازار
- 24 أكتوبر – روبرتو غارسيا أوروزكو حكم كرة قدم مكسيكي.

### نوفمبر
- 5 نوفمبر – سوزانا تشافيز ناشطة مكسيكية.

### ديسمبر
- 11 ديسمبر – إنريكي ألفارو روجاس لاعب كرة قدم مكسيكي.
- 13 ديسمبر – سيزار بازان ملاكم مكسيكي.

## وفيات

### مايو
- 23 مايو – أوسكار بوليدو (مواليد 1906) ممثل مكسيكي.

### يوليو
- 3 يوليو – رافاييل غارزا غوتيريز (مواليد 1902) لاعب كرة قدم مكسيكي.

### أغسطس
- 7 أغسطس – روزاريو كاستيلانوس (مواليد 1925) شاعرة مكسيكية.

### نوفمبر
- 7 نوفمبر – رودولفو أكوستا (مواليد 1920)